# Naturschutzgebiet Balkener Feld
Das Naturschutzgebiet Balkener Feld liegt südlich von Balken in der Stadt Leichlingen (Rheinland) im Rheinisch-Bergischen Kreis. Es reicht bis an die Stadtgrenze von Leverkusen. Dort grenzt das rund 35 ha große Naturschutzgebiet Wupperhang mit Henkensiepen und Hüscheider Bachtal unmittelbar an.

## Beschreibung
Das Fachinformationssystem des Landesamtes für Natur, Umwelt und Verbraucherschutz in NRW beschreibt das Gebiet wie folgt:

„Die Fläche umfasst ein Feuchtgebiet von etwa dreieckiger Ausdehnung (Seitenlänge ca. 300 m) am südlichen Rand der Ortschaft Balken, die im Westen durch eine Landstraße von der Wupperaue getrennt wird. Der westliche Streifen des Gebietes an der Straße besteht zunächst aus Frischwiesen (Weidelgras, Stumpfblättriger Ampfer, Wiesen-Fuchsschwanz, Honiggras). In östlicher Richtung schließen sich ein wassergefüllter Graben mit Teichbinse, Wasser-Hahnenfuß, begleitenden Hochstauden und das eigentliche Feuchtgebiet an, welches insbesondere durch Mädesüß-Hochstauden, Seggen- und Binsenrieder, Schilfröhricht und randliche Weidengebüsche charakterisiert wird. Dieser Feuchtwiesenkomplex wird am Ortsrand von Balken durch eine Baumgruppe mit Hybridpappeln auf Flachmoortorf und im Südosten ein feuchter Erlenwald ergänzt. Die Feuchtwiesenbrache wird im zentralen Bereich des Biotopkomplexes durch eine von Brennesseln und Himbeeren überwucherte Aufschüttung von dem sich in südöstliche Richtung anschließenden Röhricht getrennt. Der Boden ist meist feucht bis nass und quellig. Das Feuchtgebiet ist in seiner Ausprägung äusserst reich an Arten und Vegetationstypen. Es ist das artenreichste und wertvollste Feuchtbiotop des MTB 4908 (Anmerkung: zugehörige Biotopkataster-Nr.) und bildet zusammen mit den sich anschließenden Wäldern im Osten und Süden einen sehr wertvollen Biotopkomplex. In diesem NSG-übergreifenden Gebiet Rentwiese-Hüscheider Wald wurden früher bedrohte oder seltene Arten nachgewiesen.“

Das Gebiet besitzt laut Landschaftsplan einen kleinräumigen Wechsel von feuchtnassen Hochstaudenfluren sowie Binsen- und Kleinseggenriedern und Schilfröhrichten. Im Gebiet befindet sich zudem ein grabenartiges Gewässer als wertvoller Lebensraum für Amphibien, insbesondere für den Fadenmolch.

## Schutzziele
Das Gebiet wird zum Erhalt und zur Sicherung eines Feuchtgebietkomplexes mit unterschiedlichen, seltenen und gefährdeten Pflanzengesellschaften, eines grabenartigen Gewässers sowie Pflanzen- und Tierarten geschützt. Der Schutz dient zur Erhaltung eines Feuchtgebietes mit seiner reichhaltigen Ausbildung an Arten und Vegetationstypen. Dabei geht es insbesondere um folgende Zwecke:
- Erhaltung und Sicherung der folgenden geschützten Biotope: Bruch- und Sumpfwälder, Sümpfe, Röhrichte sowie Seggen und binsenreiche Nasswiesen.
- Sicherung der Funktion als Biotopverbundfläche.
- Erhaltung und Entwicklung des Landschaftsraums in seiner Eigenart und Schönheit.
- Schutz, Pflege und Entwicklung der Feucht- und Nassfluren sowie Bruch- und Auenwälder.[2]

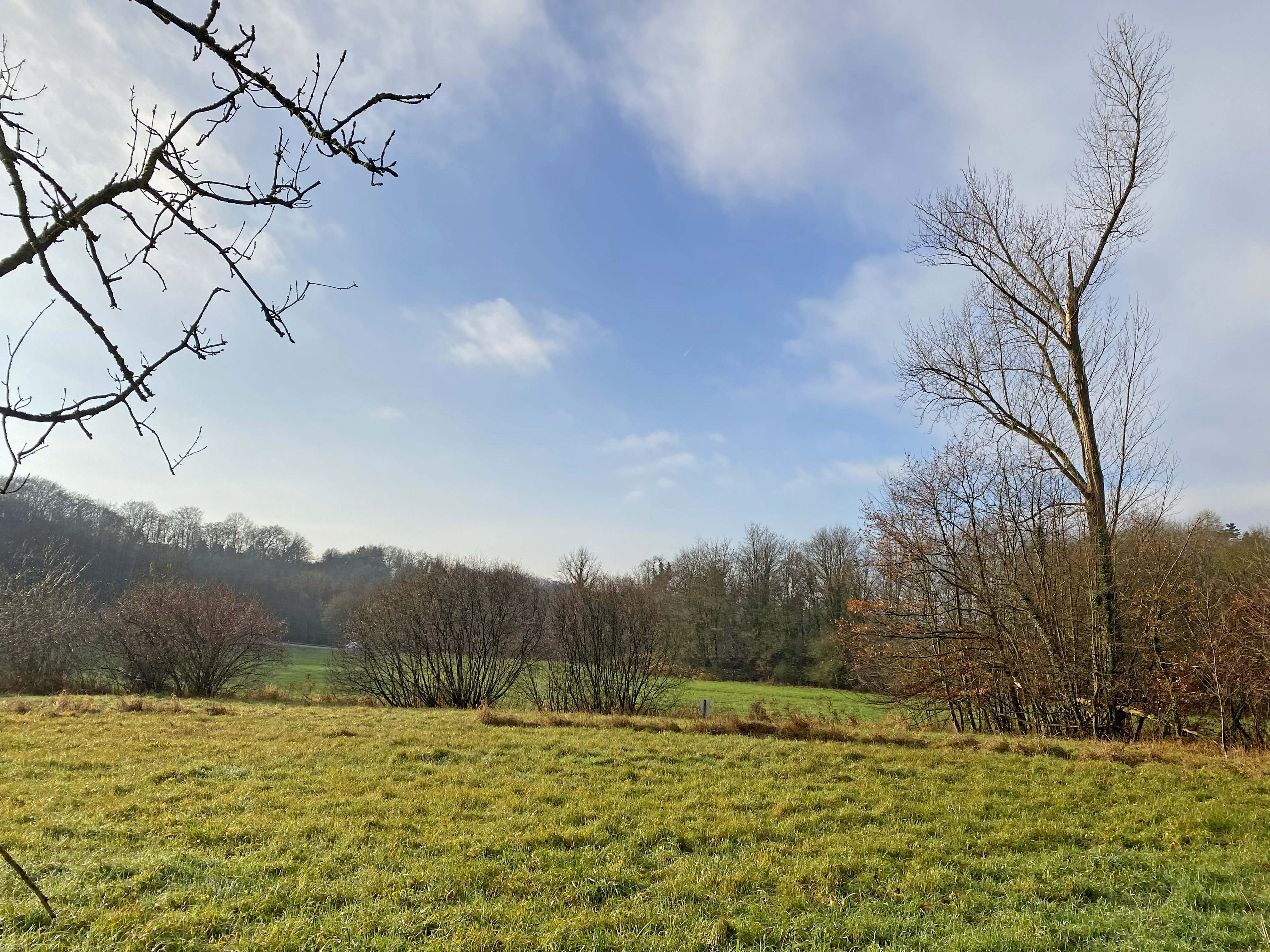
Landschaftsmosaik Balkener Feld
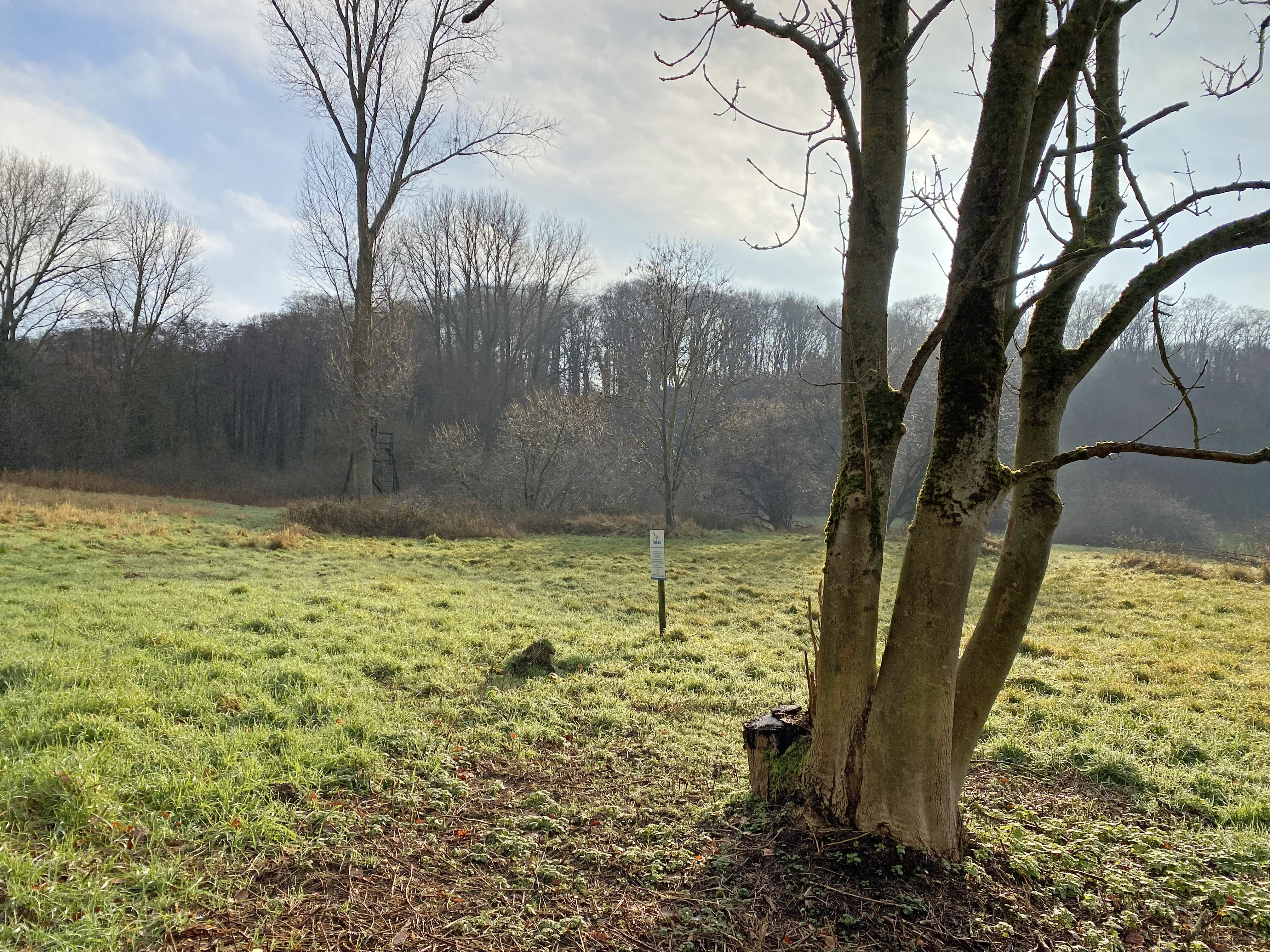
Große Feuchtwiese betreut vom NABU
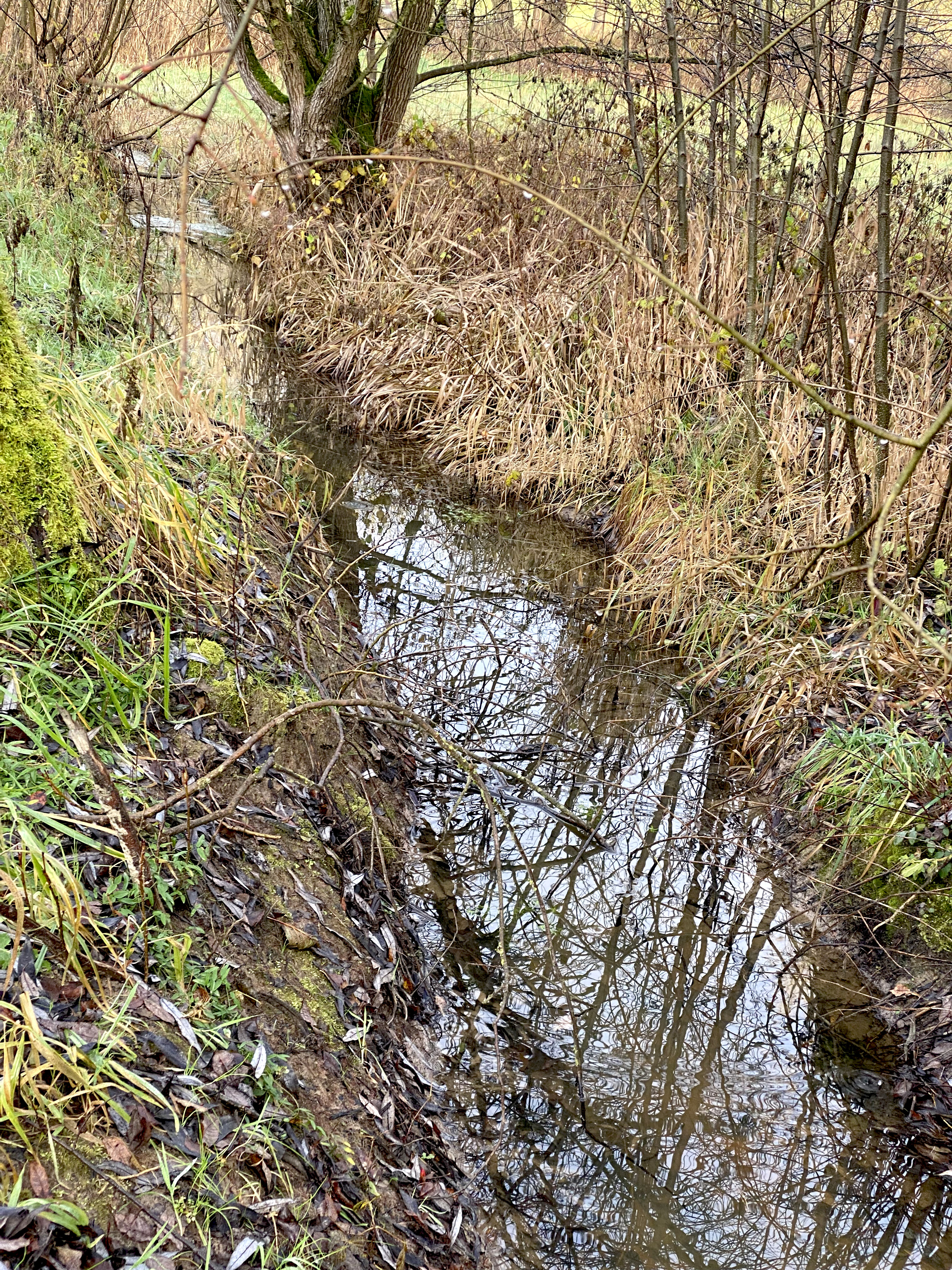
Graben mit Weidengebüsch
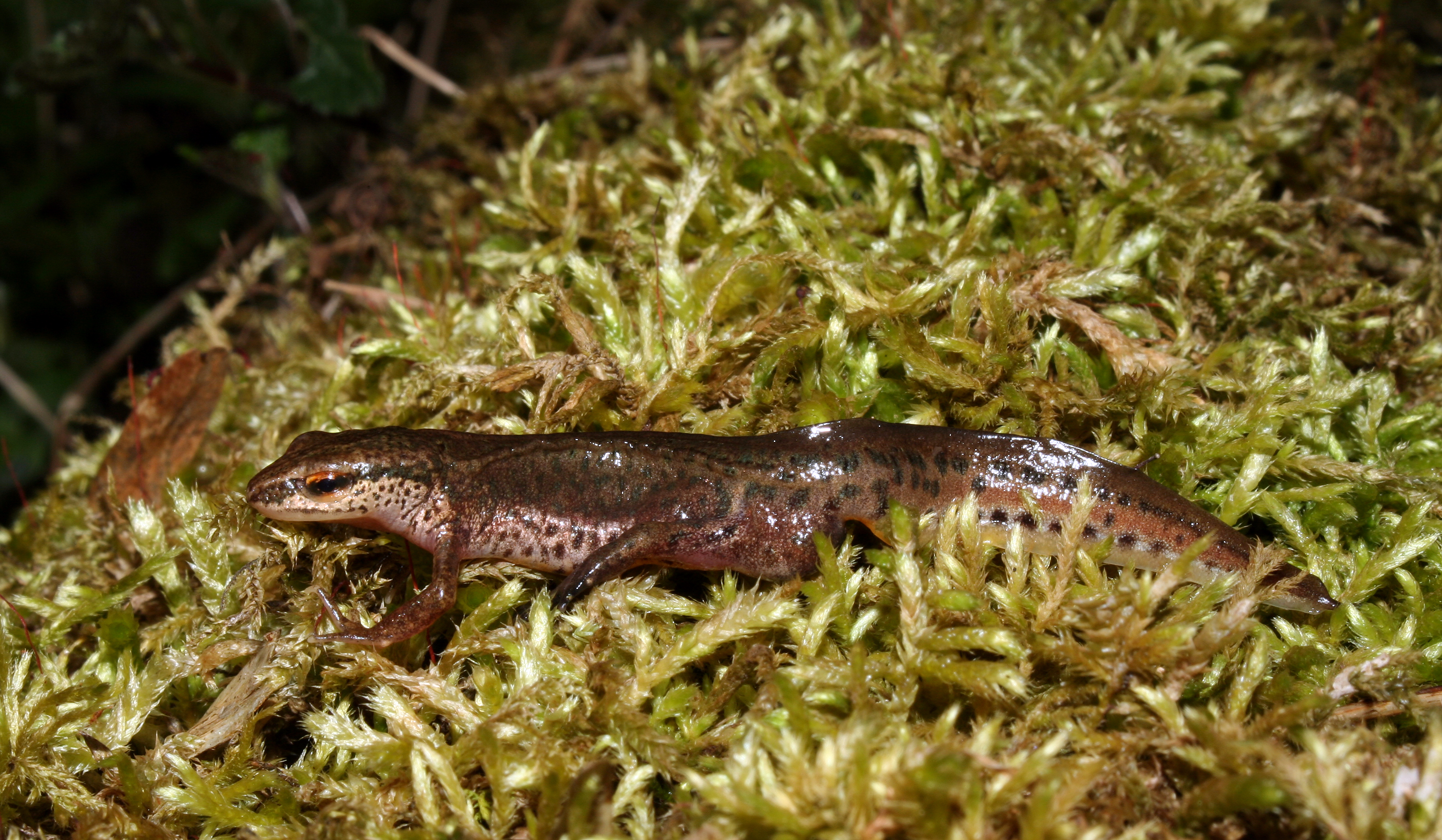
Fadenmolch (Triturus helveticus)
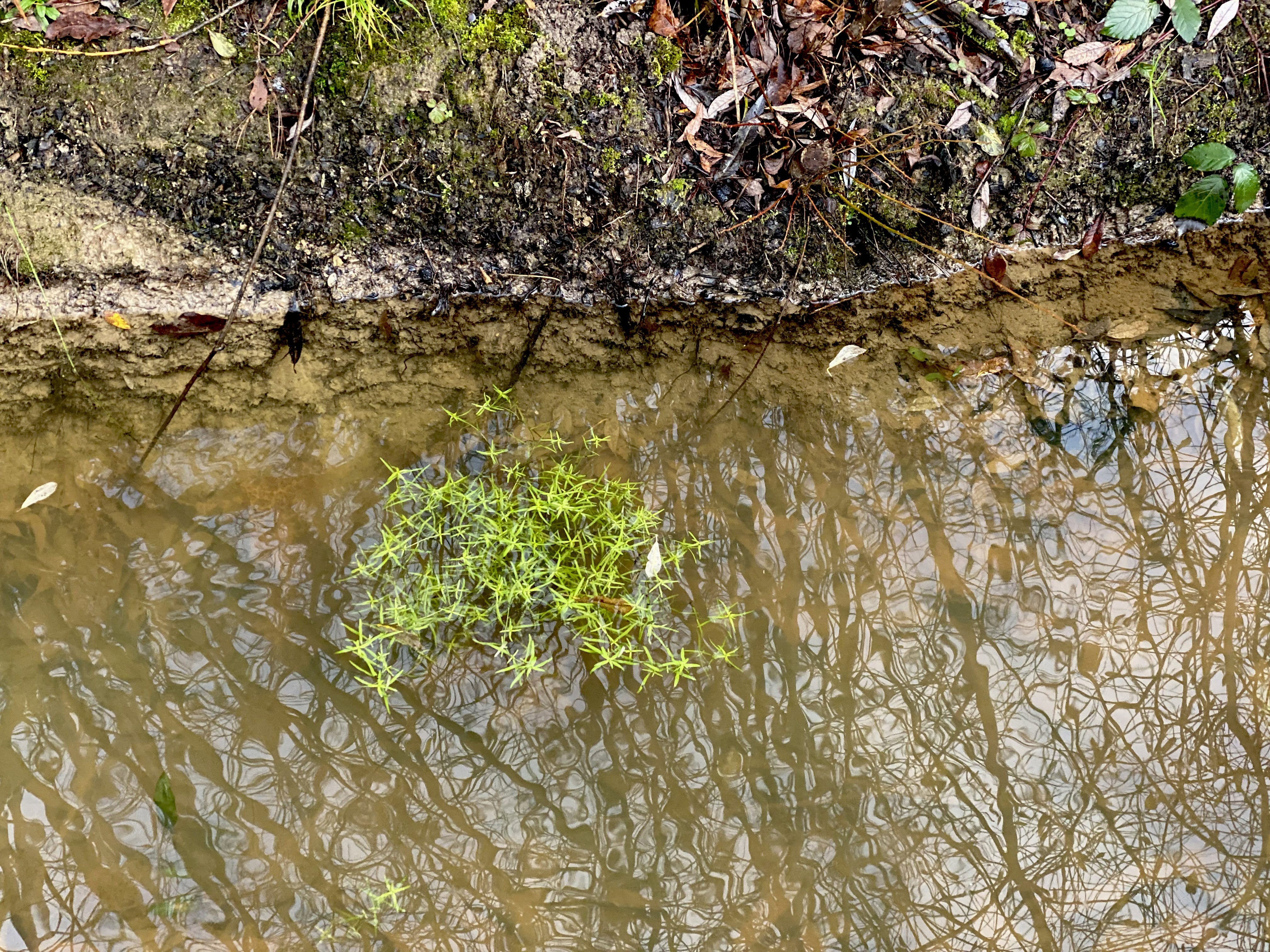
Laichplatz für den Fadenmolch – Wassersterne (Callitriche spec.)
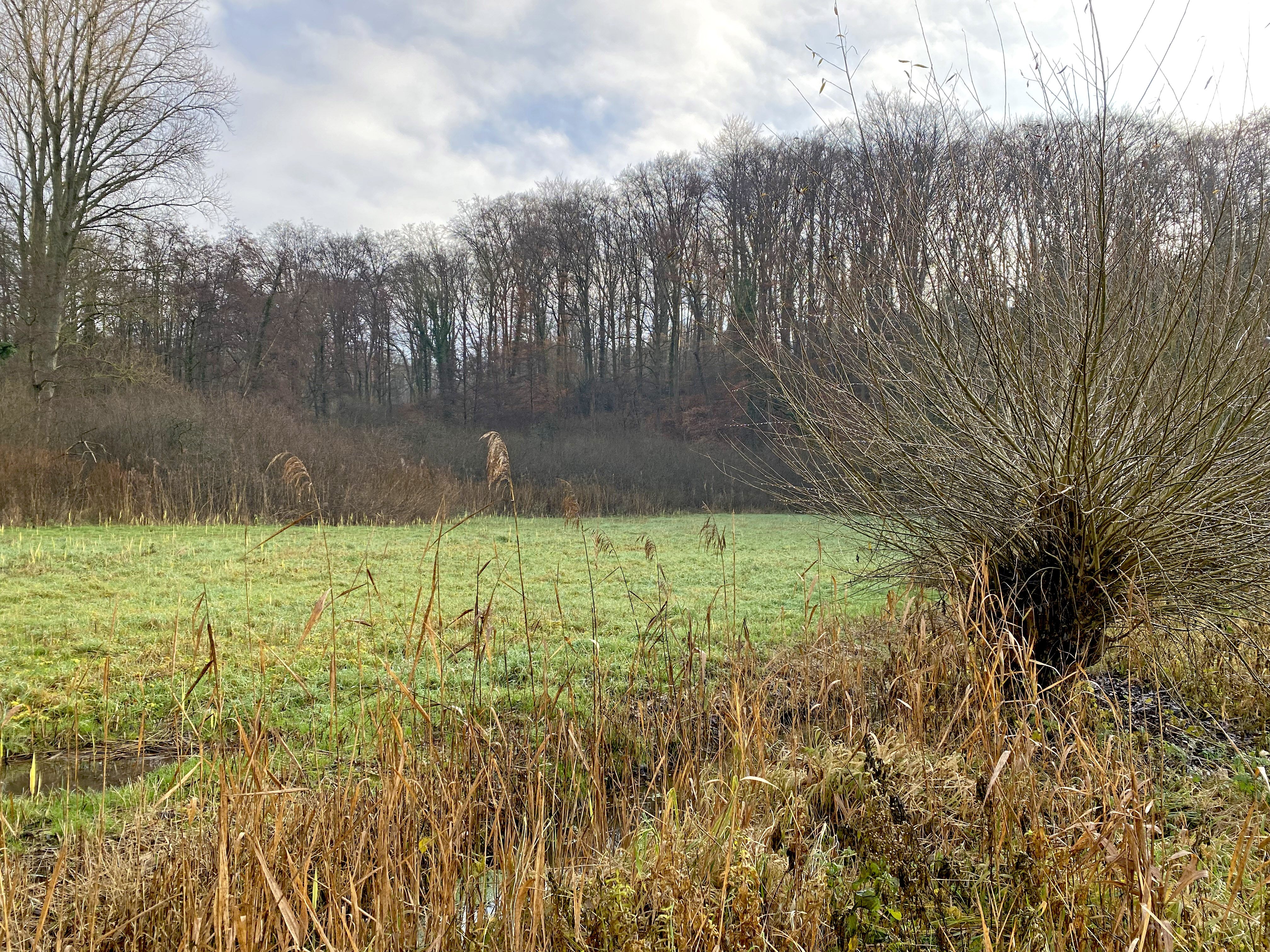
Schilf und Kopfweide am Graben
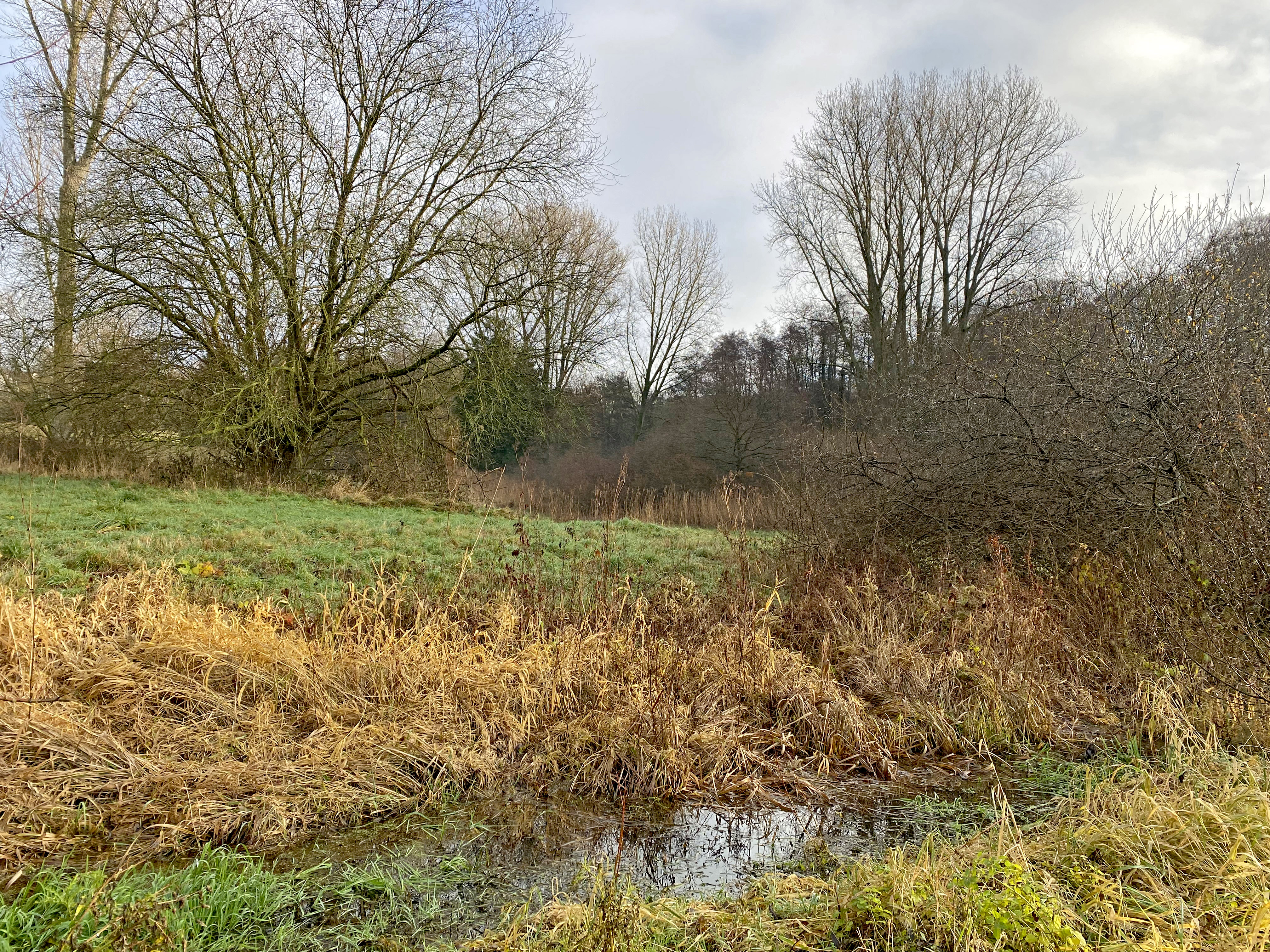
NSG Balkener Feld